# Xã Boone, Quận Union, Arkansas
Xã Boone (tiếng Anh: Boone Township) là một xã thuộc quận Union, tiểu bang Arkansas, Hoa Kỳ. Năm 2010, dân số của xã này là 381 người.